# Laiphognathus
Laiphognathus is een geslacht van straalvinnige vissen uit de familie van de naakte slijmvissen (Blenniidae). Het geslacht is voor het eerst wetenschappelijk beschreven in 1955 door Smith.

## Soorten
- Laiphognathus longispinis Murase, 2007
- Laiphognathus multimaculatus Smith, 1955